# Karolína Peake
Karolína Peake z domu Kvačková (ur. 10 października 1975 w Pradze) – czeska prawniczka i polityk, była posłanka, wicepremier i minister, a także przewodnicząca partii LIDEM.

## Życiorys
Ukończyła studia na Wydziale Prawa Uniwersytetu Karola w Pradze, przez dwa latach praktykowała w kancelarii adwokackiej, następnie zajęła się własną działalnością gospodarczą. W 2006 została wybrana na radną dzielnicy Praga 1. Dołączyła później do partii Sprawy Publiczne, której była wiceprzewodniczącą.
W wyborach w 2010 uzyskała mandat deputowanej do Izby Poselskiej. W lipcu 2011 weszła w skład rządu Petra Nečasa na urząd wicepremiera, który sprawowała do lipca 2013, tj. do końca trwania tegoż gabinetu. W grudniu 2012 została również nominowana na urząd ministra obrony, jednak zdymisjonowano ją po kilku dniach. W 2012 brała udział w rozłamie swojego ugrupowania – w listopadzie tegoż roku stanęła na czele nowego ugrupowania pod nazwą LIDEM, zrezygnowała jednak z tej funkcji w sierpniu 2013. W tym samym roku znalazła się poza parlamentem.